# Ibraime Cassamá
Ibraime Barreto Cassamá (Lisbona, 24 gennaio 1986) è un ex calciatore guineense con cittadinanza portoghese, di ruolo centrocampista.

## Carriera

### Club
Ha giocato nella prima divisione angolana e nelle serie minori del campionato portoghese.

### Nazionale
Nel 2015 ha esordito in nazionale.

## Statistiche

### Cronologia presenze e reti in nazionale
| Cronologia completa delle presenze e delle reti in nazionale ― Guinea-Bissau | Cronologia completa delle presenze e delle reti in nazionale ― Guinea-Bissau | Cronologia completa delle presenze e delle reti in nazionale ― Guinea-Bissau | Cronologia completa delle presenze e delle reti in nazionale ― Guinea-Bissau | Cronologia completa delle presenze e delle reti in nazionale ― Guinea-Bissau | Cronologia completa delle presenze e delle reti in nazionale ― Guinea-Bissau | Cronologia completa delle presenze e delle reti in nazionale ― Guinea-Bissau | Cronologia completa delle presenze e delle reti in nazionale ― Guinea-Bissau |
| Data                                                                         | Città                                                                        | In casa                                                                      | Risultato                                                                    | Ospiti                                                                       | Competizione                                                                 | Reti                                                                         | Note                                                                         |
| ---------------------------------------------------------------------------- | ---------------------------------------------------------------------------- | ---------------------------------------------------------------------------- | ---------------------------------------------------------------------------- | ---------------------------------------------------------------------------- | ---------------------------------------------------------------------------- | ---------------------------------------------------------------------------- | ---------------------------------------------------------------------------- |
| 13-6-2015                                                                    | Ndola                                                                        | Zambia                                                                       | 0 – 0                                                                        | Guinea-Bissau                                                                | Qual. Coppa d'Africa 2017                                                    | -                                                                            | 77’ 85’                                                                      |
| 5-9-2015                                                                     | Bissau                                                                       | Guinea-Bissau                                                                | 2 – 4                                                                        | Rep. del Congo                                                               | Qual. Coppa d'Africa 2017                                                    | -                                                                            | 46’                                                                          |
| 8-10-2015                                                                    | Monrovia                                                                     | Liberia                                                                      | 1 – 1                                                                        | Guinea-Bissau                                                                | Qual. Mondiali 2018                                                          | -                                                                            |                                                                              |
| 13-10-2015                                                                   | Bissau                                                                       | Guinea-Bissau                                                                | 1 – 3                                                                        | Liberia                                                                      | Qual. Mondiali 2018                                                          | 1                                                                            |                                                                              |
| Totale                                                                       |                                                                              | Presenze                                                                     | 4                                                                            |                                                                              | Reti                                                                         | 1                                                                            |                                                                              |